# قلعه اوئدا

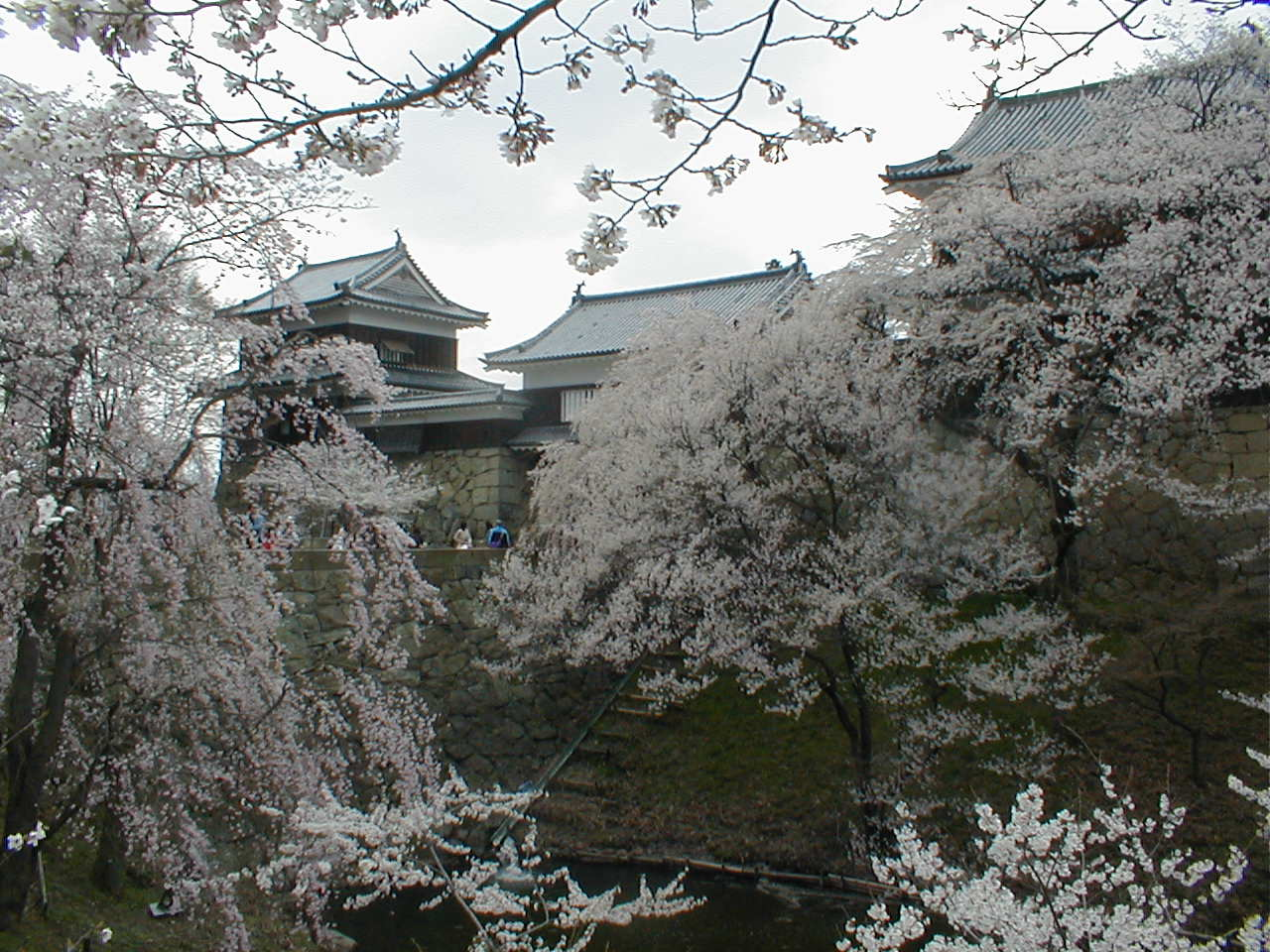
قلعه اوئدا

قلعه اوئدا (به ژاپنی: 上田城 Ueda-jō) یک قلعه ژاپنی است که به خاندان سانادا تعلق داشته و توسط سانادا ماسایوکی ساخته شده است.